# Häuslematt
Häuslematt ist ein Naturschutzgebiet im Naturraum Hochschwarzwald in Baden-Württemberg. Es finden sich hier gut ausgeprägte Übergangs- und Niedermoorbereiche mit sehr gefährdeten Pflanzenformationen und ist Standort von seltenen Pflanzengesellschaften und Pflanzenarten.

## Geographie
Das Naturschutzgebiet liegt auf dem Gebiet der Gemeinden Simonswald (Landkreis Emmendingen) und St. Peter (Landkreis Breisgau-Hochschwarzwald) auf den Gemarkungen der gleichnamigen Gemeinden in Baden-Württemberg. Es liegt auf der sogenannten Platte, einer Hochfläche des Kandels, westlich oberhalb von Obersimonswald, dem oberen Ende des Simonswäldertals in ca. 1000 m ü. NHN.
Die Quelle des Zweribachs befindet sich nur wenige hundert Meter nördlich am Buchhornbrunnen im Kandelwald. Der Bach verläuft unmittelbar am westlichen Rand des Schutzgebiets vorbei. Am östlichen und direkten Rand des Gebiets befindet sich der Hof Plattenhäusle, 300 Metern davon entfernt der Althäuslehof und der Plattensee liegt in etwa einem Kilometer weiter südlich.

## Steckbrief
Das Gebiet wurde per Verordnung am 22. April 1985 als Naturschutzgebiet ausgewiesen und wird unter der Schutzgebietsnummer 3.142 beim Regierungspräsidium Freiburg geführt. Es hat eine Fläche von 7,2 Hektar, wobei 6,9 ha auf den  Landkreis Emmendingen, die restlichen 0,3 ha auf den Landkreis Breisgau-Hochschwarzwald fallen. Das Naturschutzgebiet ist in die IUCN-Kategorie IV, ein Biotop- und Artenschutzgebiet, eingeordnet. Die WDPA-ID lautet 163564 und entspricht dem europäischen CDDA-Code und der EUNIS-Nr.
Der Schutzzweck „ist die Erhaltung von gut ausgeprägten Übergangs- und Niedermoorbereichen. Diese Moore stellen sehr gefährdete Pflanzenformationen dar. Das Schutzgebiet ist Standort von seltenen Pflanzengesellschaften und Pflanzenarten.“